# Vitja (Band)
Vitja war eine 2013 gegründete deutsche Metal-Band aus Münster und Köln.
Vitja ist die russische Kurzform für Viktor, was Sieger bedeutet, laut der Band sind jedoch Klang und Ästhetik des Wortes ausschlaggebend für die Namensgebung gewesen. Die Band löste sich 2022 auf.

## Geschichte
Die Gruppe wurde 2013 von ehemaligen Musikern der Bands Disposed to Mirth, Shake the Pagoda Tree, Progress Utopia und Myterror gegründet. Schnell erhielt die Gruppe einen Plattenvertrag bei Redfield Records, worüber das Debütalbum Echoes veröffentlicht wurde. Vitja spielten im August 2013 als Ersatz für Silent Screams auf der For Those About to Mosh Tour mit Martyr Defiled. Im Juli und August 2014 tourte Vitja als Vorband für Texas in July und Iwrestledabearonce durch mehrere Staaten in Europa.
Im Februar und März 2015 spielte die Band eine Deutschland-Tour als Vorband für Annisokay und Callejon. Für den Sommer 2015 wurde die Band für das Summer Breeze und Vainstream bestätigt.
Am 6. Februar 2015 erschien mit Your Kingdom die erste EP der Gruppe über Redfield Records.
2017 waren sie als Vorband mit Emil Bulls auf deren Tournee unterwegs. Im gleichen Jahr erschien ihr Album Digital love, das einen gewissen Stilwechsel hin zu melodischerem Metalcore mit einem höheren Anteil an Klargesang darstellte.
Im darauffolgenden Jahr erschien Vitjas nächstes Album Mistaken. Sehr kurz nach der Veröffentlichung sagte die Band jedoch ihre geplante "Mistaken"-Tour ab und behielt mehrere Monate lang Stillschweigen über die Gründe, bis im Mai 2019 mit der Veröffentlichung der neuesten Single "Back" ein neuer Sänger präsentiert wurde. Der Sänger David Beule, Gründungsmitglied der Band, war durch den wie dieser den gutturalen Gesang der Metal-Band ausführende Gabriel Spigolon ersetzt worden.
Im April 2022 löste die Band sich schließlich auf. Als Hauptgrund wird das Fehlen einer gemeinsamen Basis nach vielen Jahren der Veränderung aufgeführt.

## Musikstil

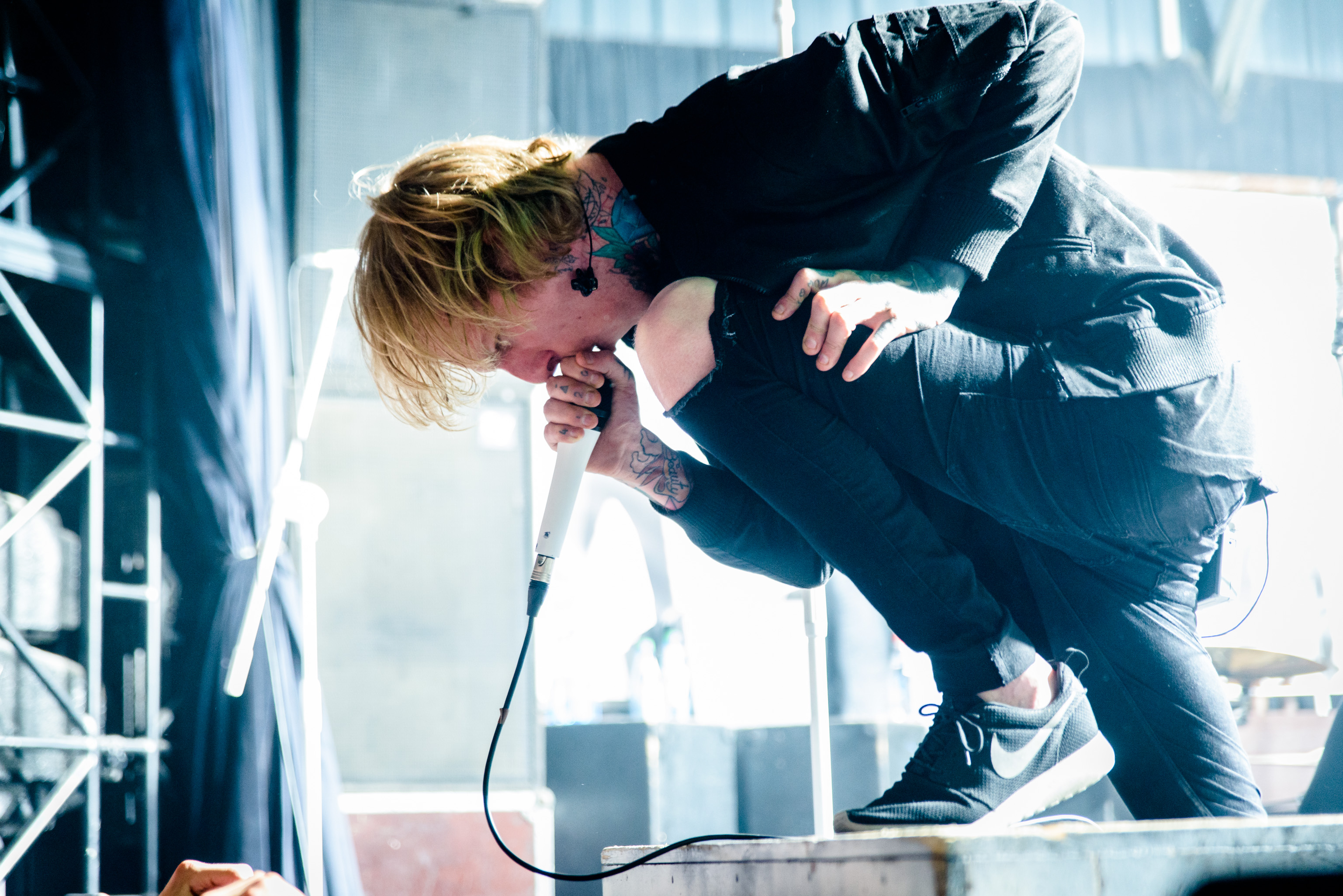
David Beule (2015)

Der Interviewer bei Dearly Demented schrieb die Gruppe der Metalcore-Szene, aber auch dem Djent zu. Andreas Kuhlmann vom Ox-Fanzine beschreibt die Musik als vergleichbar mit Veil of Maya und Volumes. Volkmar Weber vom Rock Hard indes beschreibt Vitja als eine von vielen „Metalcore-/Djent-Hybriden“.

## Diskografie
- 2013: Echoes (Album, Redfield Records)
- 2015: Your Kingdom (EP, Redfield Records)
- 2017: Digital Love (LP, Century Media Records)
- 2018: Mistaken (LP, Century Media Records)
- 2019: Thirst (LP, Arising Empire)